# Callionymus ochiaii
Callionymus ochiaii is een straalvinnige vissensoort uit de familie van pitvissen (Callionymidae). De wetenschappelijke naam van de soort is voor het eerst geldig gepubliceerd in 1981 door Fricke.